# Drøvelen
Drøvelen (norwegisch für Gaumenzäpfchen) ist ein 2375 m hoher Nunatak der Sør Rondane im ostantarktischen Königin-Maud-Land. Er ragt westlich der Bollene an der Ostflanke des oberen Abschnitts des Byrdbreen auf.
Wissenschaftler des Norwegischen Polarinstituts benannten ihn 1988 deskriptiv nach seiner Erscheinung.